# Madrid Central
Madrid Central és una zona de baixes emissions, zona d'accés restringit a vehicles ubicada dins del districte Centro de Madrid. Va ser establida com a part del pla per a la millora de la qualitat de l'aire.

## Història
El projecte es posà en marxa sense passar per un procés de participació política més enllà de la consulta pública. Tenia en compte les exigències de la Comissió Europea de reduir les emissions de diòxid de nitrogen. La Junta de Govern de l'Ajuntament de Madrid l'aprovà el 29 d'octubre de 2018. La seua inauguració estava inicialment programada per al 23 de novembre de 2018, i va ser ajornada el 30 de novembre de 2018 per una petició feta per la Confederació Empresarial de Madrid-CEOE perquè no coincidira amb el Divendres Negre.
Amb la promesa d'establir Madrid Central i amb el fet d'aconseguir-ho, es va prorrogar una multa des de la Comissió Europea.
Entrà en vigor el 30 de novembre de 2018, el febrer de 2019 s'inicià el control automàtic i l'enviament de les multes als infractors de la normativa al voltant de Madrid Central. Establí un període transitori fins al 2020 amb accés addicional de vehicles de diésel i gasolina a condició d'estacionar en plaça d'aparcament.
A mitjan març de 2019, la Universitat Politècnica de Madrid publicà unes estimacions que mostraven com les emissiones de gassos nocius (CO₂, NO₂…) havien descendit a l'àrea que comprenia Madrid Central.
El juny de 2019 el 81,7% de les multes d'entre el 16 de març i el 16 d'abril foren anul·lades per un error en els registres horaris de les multes.
Amb el canvi del govern a l'ajuntament, es pretengué canviar l'aplicació de Madrid Central. Així, l'1 de juliol de 2019 el nou govern municipal dirigit per José Luis Martínez-Almeida va imposar una moratòria sobre el protocol de multes de Madrid Central. Madrid esdevení amb aquesta mesura la primera gran ciutat europea que tira enrere en una mesura de limitació d'emissiones contaminants. Segons les dades diàries dels Centres de Gestió de la Mobilitat, els embussos augmentaren durant la setmana que va estar aplicant-se la moratòria.
Aquesta mesura executiva corresponia a un dels punts del programa del Partit Popular en les eleccions municipals de 26 de maig de 2019, quan estava era l'oposició.
Dies abans que s'aplicara la moratòria van tindre lloc manifestacions veïnals i de distints sectors de la població. Sota el paraigües de la “Plataforma en defensa de Madrid Central” una multitudinària manifestació (10.000 persones segons la Delegació del Govern) va recórrer la Gran Vía fins a la plaça de Cibeles on es troba l'ajuntament perquè es mentinguera l'APR (Àrea de Prioritat Residencial) i s'evitara la circulació de vehícles pel centre.
L'organització ecologista Greenpeace també es va manifestar mitjançant els seus activistes, els quals bloquejaren el carrer d'Alcalá. Reivindicaven mantenir eixa zona de baixes emissions com a solució a la contaminació. Consideraven que el nou alcalde no havia tingut en compte cap dels informes tècnics que mostraven la reducció efectiva de la contaminació ni tampoco als col·lectivos afectats per les mesures.
El 5 de juliol de 2019 Ecologistes en Acció, juntament amb Greenpeace i altres organitzacions de la Plataforma en Defensa de Madrid Central, van presentar als jutjats de Madrid un recurs contenciós administratiu contra la decisió de l'Ajuntament de Madrid de suspendre el sistema de multes al que es basava l'eficàcia de Madrid Central. El Jutjat contenciós-administratiu núm. 24 de Madrid va suspendre la moratòria el mateix mes i pocs dies més tard el Jutjat contenciós-administratiu núm. 7 ratificà la suspensió de la moratòria.
Davant l'oposició per part de la Comissió Europea, el rebuig social i quatre sentències judicials, l'ajuntament es va comprometre a presentar un pla alternatiu al protocol de Madrid Central els següents mesos.

## Àrea
L'àrea cobreix 472 hectàrees. Està delimitada pels carrers Alberto Aguilera, Carranza, Sagasta, Génova, Paseo de Recoletos, Paseo del Prado, Ronda de Atocha, Ronda de Valencia, Ronda de Toledo, Gran Vía de San Francisco, Bailén, Plaza de España, Princesa i Serrano Jover.
Hi poden circular els residents, les persones amb mobilitat reduïda i els serveis de seguretat i emergències.